# Ruine Frohberg
Die Ruine Frohberg, auch Tschäpperli oder Tschöpperli genannt, ist eine mittelalterliche Burgruine und befindet sich in der schweizerischen Gemeinde Aesch im Birseck. 

## Lage

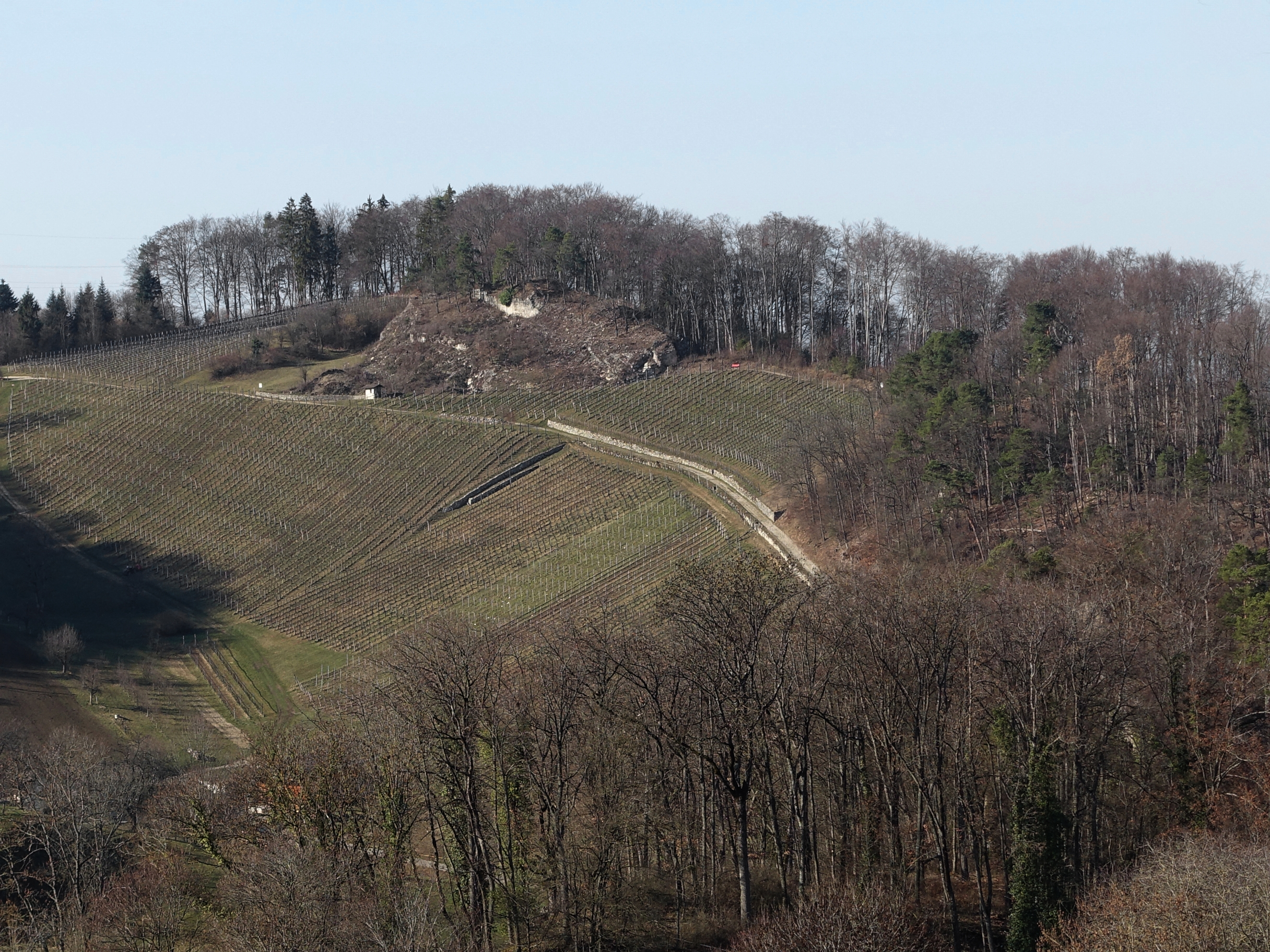
Ruine Frohberg von der Ruine Münchsberg aus gesehen

Die Ruine der Höhenburg befindet sich auf einem felsigen Höhenrücken am oberen Ende des Klusertales am Weg über den alten Plattenpass. Sie liegt in unmittelbarer Nähe der Ruine Schalberg, der Ruine Engenstein und der Ruine Münchsberg und bildet als hinterste Ruine in der Aescher Klus eigentlich den Anfang des Aescher Burgengratweges.

## Geschichte
Urkundlich wurde die Feste Frohberg im Jahr 1292 mit der Nennung von Konrad I. Schaler "de Vroberg". Es ist anzunehmen, dass die Burg durch das Geschlecht der Schaler in der 2. Hälfte des 13. Jahrhunderts gegründet wurde. Zwar beherrschte die Burg den Weg über den Plattenpass (zwischen Birseck und Laufental): Die Platzwahl in unmittelbarer Nähe von weiteren Burgen deutet aber darauf hin, dass die Motivation nicht in der Erhebung von Wegzöllen, sondern in Machtspielen zwischen den Familien der Schaler und Münch zu suchen ist.
Werner Meyer merkt an, dass die Burg eventuell nie ganz fertiggestellt wurde: Eine sichere Aussage ist aber nur durch eine gründliche Grabung zu gewinnen, denn oft wurde an den Burgen über längere Zeit auch während der Nutzung weitergebaut. Carl Roth vermutet, dass die Burg während des Basler Erdbebens von 1356 beschädigt und nicht wieder repariert wurde. Auf jeden Fall gingen die Überreste im 14. Jahrhundert als bischöfliches Lehen an die Grafen von Thierstein-Pfeffingen über. Dabei dürfte auch hier das Interesse weniger von der Ruine – und damit erheblichen zusätzlichen Unterhaltskosten –, sondern vor allem von den mit der Burg verbundenen Gütern und Rechten (Steuererhebung, Gerichtsbarkeit etc.) ausgegangen sein. Die Thiersteiner integrierten die Güter in die Herrschaft Pfeffingen, die von der nahegelegenen Ruine Pfeffingen aus verwaltet wurde.
Der ursprüngliche Name ‚Vroberg‘ hat sich im Laufe der Zeit im Volksmund in Tschäpperli und Tschöpperli gewandelt: Dies geht wohl auf den heute noch gebräuchlichen, gleichnamigen Flurnamen für das hintere Ende des Klusertales zurück, der vom Namen ‚Tschopp‘ abgeleitet wurde.

## Anlage

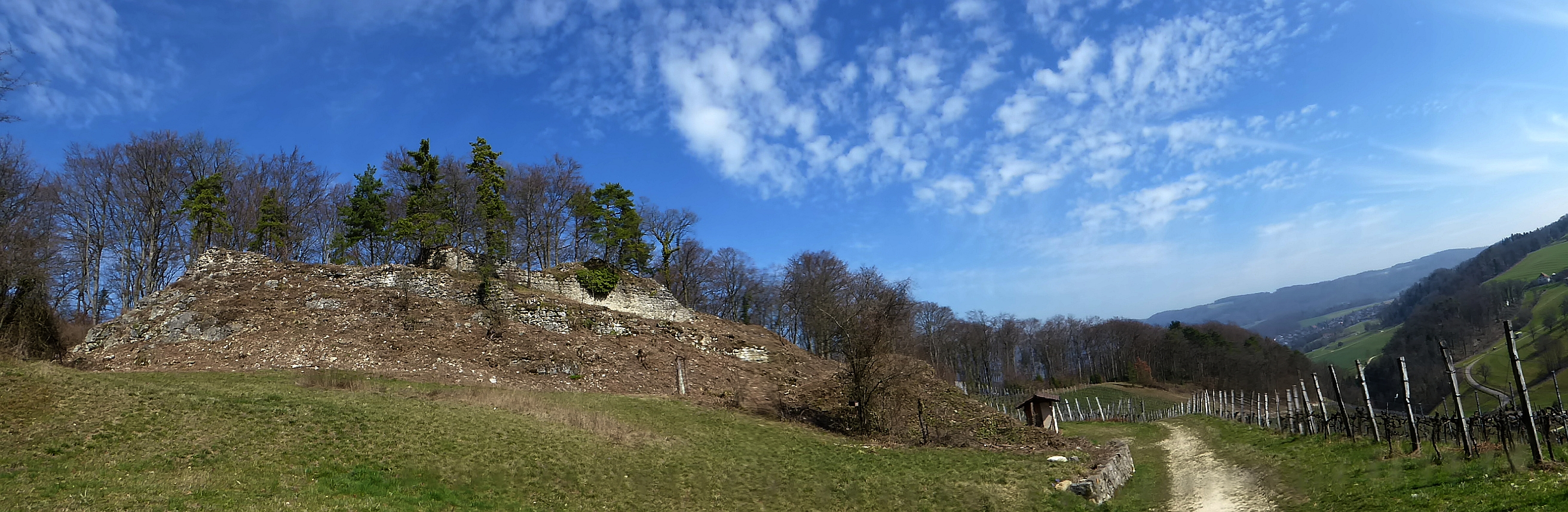
Blick von Tschäpperli nach Aesch

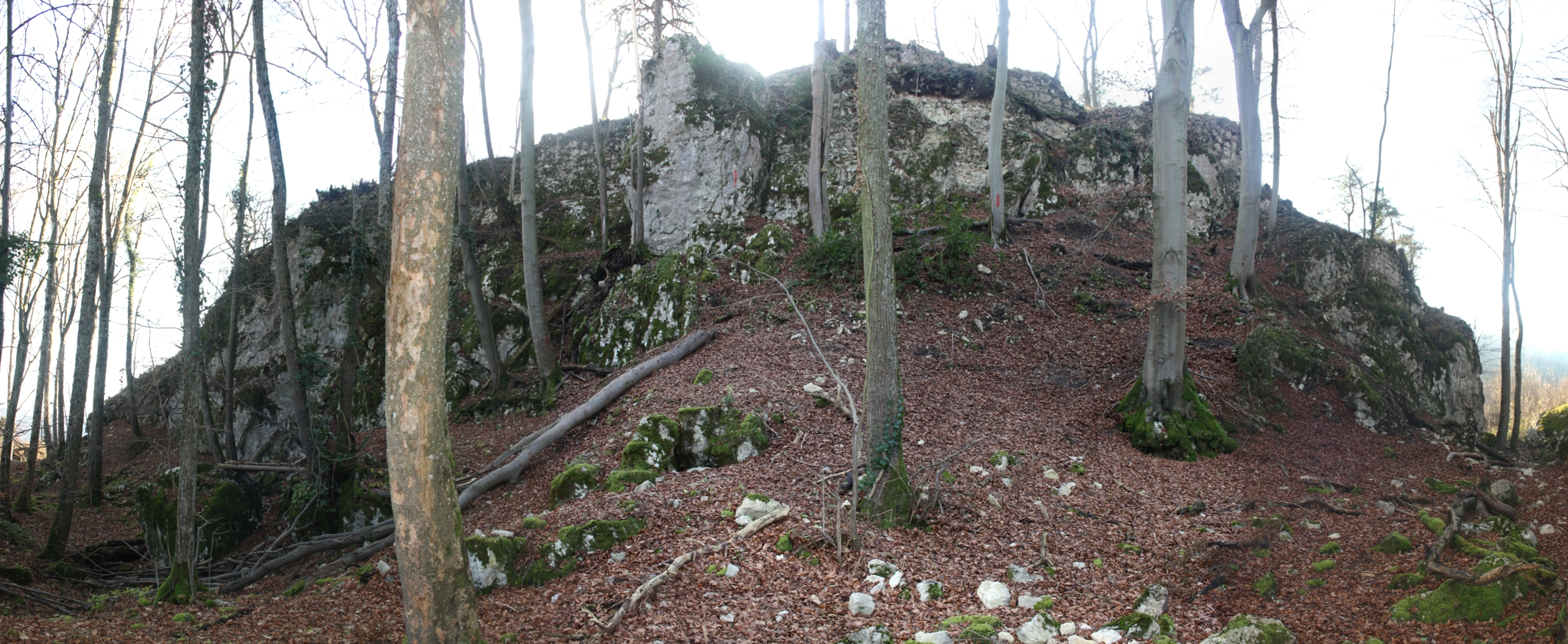
Ruine Frohberg

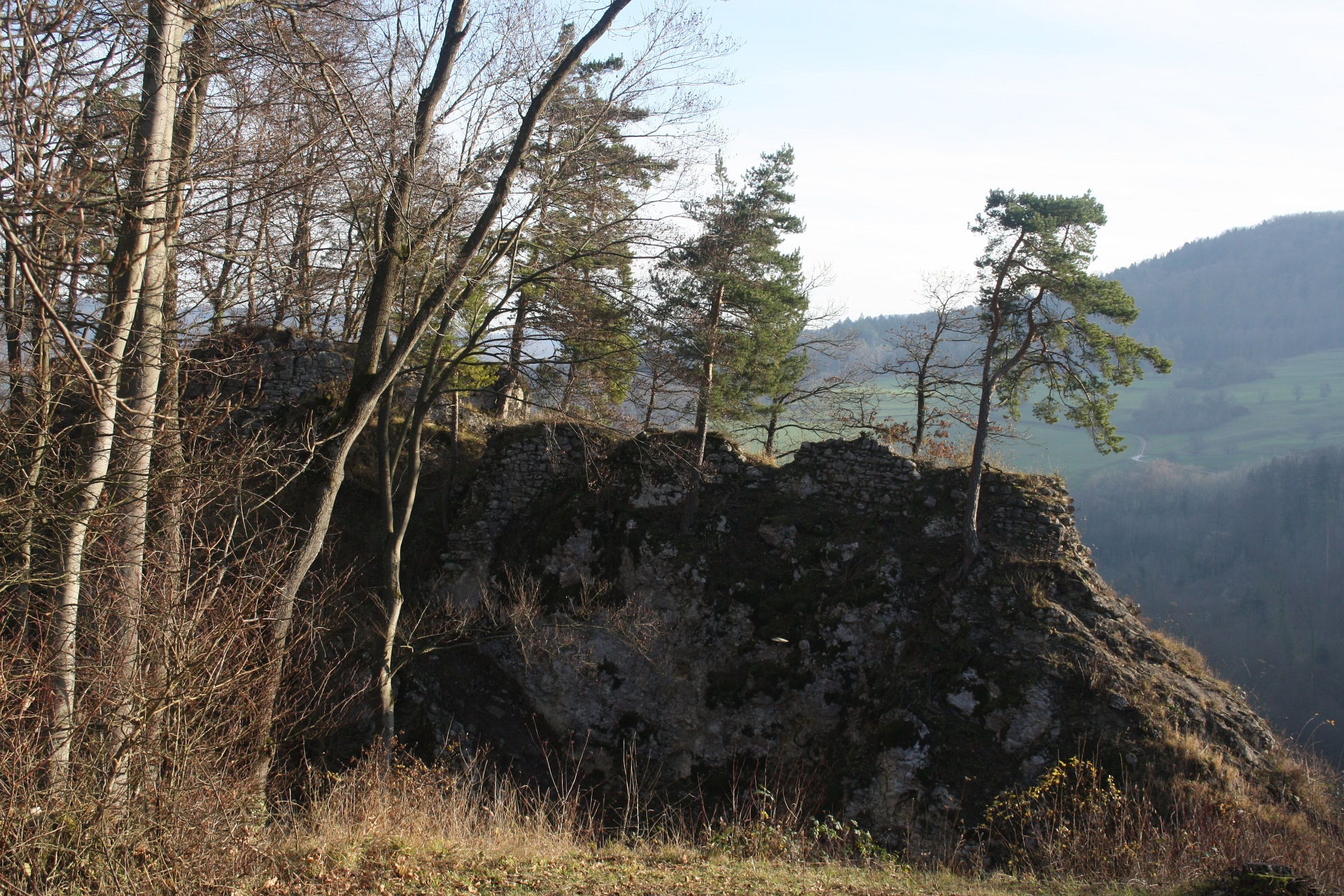
Ruine Frohberg

Die Burgruine ist weitläufig und besteht aus einer ausgedehnten Hauptburg, umgeben von verschiedenen Annäherungshindernissen. Bis jetzt wurde die Ruine aber archäologisch noch nicht untersucht und gesichert, so dass nur grobe Deutungen möglich sind.
Auf der West- und Nordseite befindet sich ein tiefer, natürlicher Graben (siehe Bild), auf der Ostseite ein künstlicher Halsgraben und gegen Süden vorgelagerte Wälle und Gräben. Letztere sind durch die landwirtschaftliche Bodenbearbeitung auf der Süd und Westseite stark gestört.
Die Hauptburg wurde durch einen Wohntrakt und Bering gebildet. Die Ringmauer folgt der unregelmässig verlaufenden Felskante. Der mächtige Wohntrakt besteht aus zwei Teilen, mit einem kleineren West-Bau mit unregelmässigem Grundriss als Wohnturm. Die bis zu drei Meter dicken Mauern wurden aus wenig bearbeiteten Blöcken errichtet. Östlich anschliessend an den Wohntrakt ist ein lang gestrecktes, Wirtschafts- und Wohnzwecken dienendes Gebäude zu vermuten. Auf der NW- und NO-Seite sind noch Reste von Vorwerken sichtbar. 
Der Zugang zur Burg erfolgte nach Werner Meyer auf der Nord-West-Seite der Festung: Entweder über eine Rampe aus dem Graben oder über eine Brücke, die von einem natürlichen Felsbrocken (siehe Bild) gestützt, vom Grabenrand aus den Zugang ermöglichte.  Carl Roth hält – gestützt auf Walther Merz – auch die Möglichkeit offen, dass an der Ostseite ein Zugang durch das genannte Vorwerk bestanden haben könnte.